# Tatsuyoshi Miki

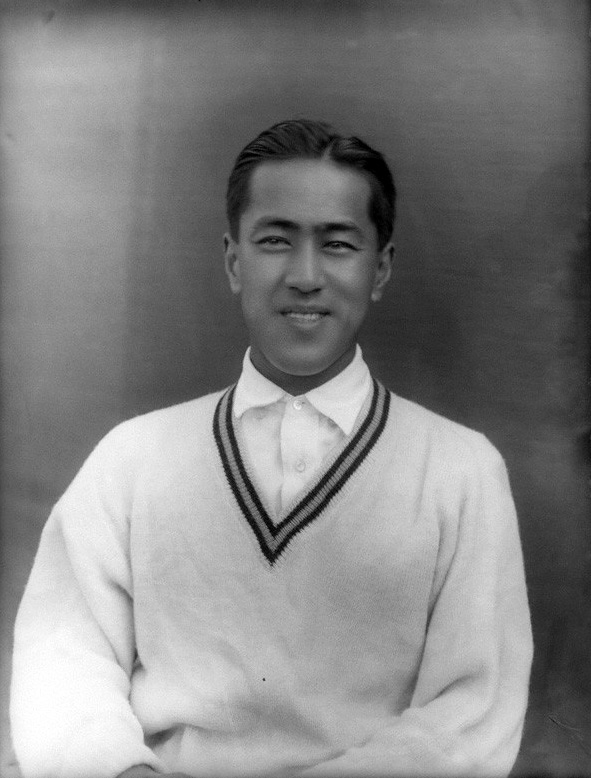
Ryuki Miki 1929

Tatsuyoshi „Ryuki“ Miki (japanisch 三木龍喜 Miki Ryuki; * 11. Februar 1904 in Takamatsu; † 9. Januar 1966 in Tokio) war ein japanischer Tennisspieler.
1934 gewann er zusammen mit Dorothy Round gegen die Briten Henry Austin und Dorothy Shepherd-Barron den Wettbewerb im Mixed der Wimbledon Championships in drei Sätzen mit 3:6, 6:4 und 6:0.
Für die japanische Davis-Cup-Mannschaft trat er  in der Saison 1932 in drei Begegnungen an. Er wurde jeweils im Doppel eingesetzt und gewann alle drei Partien.